# Mexican Werewolf
Mexican Werewolf (Originaltitel: Mexican Werewolf in Texas) ist ein US-amerikanischer Low-Budget-Film von Regisseur Scott Maginnis aus dem Jahre 2005.
Die Originalfassung sowie eine um eine Szene von rund 7 Sekunden gekürzte Fassung von Mexican Werewolf wurden 2007 in Deutschland bundesweit beschlagnahmt. Eine ab 16 Jahren freigegebene Fassung ist um rund 20 Sekunden gekürzt.

## Handlung
In dem kleinen texanischen Dorf Furlough werden zuerst nur Ziegen, bald aber auch Menschen, Opfer eines mysteriösen Tieres, das seine Beute tötet und ihr das Blut aus dem Körper saugt. Während unter den Erwachsenen der Streit zwischen den einheimischen Amerikanern und den mexikanischen Einwanderern die Aufklärung der Morde dominiert, identifiziert der junge Miguel Gonzalez den Täter als ein mystisches Wesen namens Chupacabra. Die Jugendlichen des Dorfes beschließen daraufhin, dieses Monster zu jagen und zu töten. Bei dieser Jagd, die mehr den Charakter einer Party hat, wird einer von ihnen von der Bestie angefallen und getötet. Miguel und seine Freundin Anna Furlough machen sich nun gemeinsam mit Jill Gillespie, der Freundin des Getöteten, auf die Suche nach dem Chupacabra. Es gelingt ihnen, das Tier zu stellen und es zu töten. Im Ungewissen bleibt allerdings, ob diese Kreatur die einzige ihrer Art war.

## Hintergrund
Der Titel des erst zweiten Films von Scott Maginnis ist aus zweierlei Hinsicht eher der werbenden Wirkung geschuldet, als dem Inhalt. So suggeriert er zum einen fälschlicherweise eine Verbindung zu dem erfolgreichen Film American Werewolf, zum anderen ist der Chupacabra eindeutig kein Werwolf im klassischen Sinne und wird von den Charakteren im Film auch nicht als solcher gesehen.
Gedreht wurde Mexican Werewolf in Kalifornien in Lancaster, Los Angeles und Rosamond.

## Kritik
Lexikon des internationalen Films: „Vordergründig ein Horrorfilm, ist der Film unschwer als Paraphrase auf den alltäglichen Rassismus in den USA zu lesen, der durch eine ‚Romeo und Julia‘-Geschichte hinterfragt wird. Interessante Independent-Produktion, die den Genre-Rahmen für nachdenklich stimmende Unterhaltung nutzt.“
In weiteren Kritiken wird dieser Film unterschiedlich bewertet. Teilweise wird er als sehr trashig oder misslungen betrachtet. Andere Kritiker fanden ihn „nett gestaltet“ und „unterhaltsam“. Auch wird eine gewisse Gesellschaftskritik im Konflikt zwischen den mexikanischen Einwanderern und den Einheimischen hervorgehoben.